# كاني قلعة (أختاتشي محالي)
كاني قلعة (بالفارسية: کانی‌قلعه) هي قرية تقع في إيران في أذربيجان الغربية. يقدر عدد سكانها بـ 80 نسمة بحسب إحصاء 2016.